# Parafia Matki Bożej Wspomożenia Wiernych w Nanango
Parafia Matki Bożej Wspomożenia Wiernych w Nanango – parafia rzymskokatolicka, należąca do archidiecezji Brisbane.
Przy parafii funkcjonuje katolicka szkoła podstawowa św. Patryka.